# Opius chilensis
Opius chilensis är en stekelart som beskrevs av De Santis 1966. Opius chilensis ingår i släktet Opius och familjen bracksteklar. Inga underarter finns listade i Catalogue of Life.